# Estación de Aviación Española
Aviación Española es una estación de la línea 10 del Metro de Madrid situada bajo el Paseo de Extremadura, en el distrito de Latina, donde se encontraban los cuarteles militares desmantelados, Se encuentra a 400 metros de la estación Las Águilas de Cercanías Madrid, aunque no existe un pasillo o túnel que las conecte.

## Historia y características
La estación se abrió al público el 22 de diciembre de 2006 entre Colonia Jardín y Cuatro Vientos en un tramo de línea ya en servicio. Para su construcción entre pantallas fue preciso cortar el tráfico en la línea durante el verano de 2006.
Desde el 28 de junio de 2014, esta estación permaneció cerrada por obras de mejora de las instalaciones entre las estaciones de Colonia Jardín y Puerta del Sur. El motivo de estas obras fue la sustitución de tacos, inyecciones, pantallas transversales y ensanche de canal de entrevías, con un presupuesto de 12,5 millones de euros. Las mejoras permitirán a los trenes circular a más de 70 kilómetros por hora frente a los 30 kilómetros con los que circulaban antes de los trabajos. El servicio se restableció el 1 de septiembre de 2014.

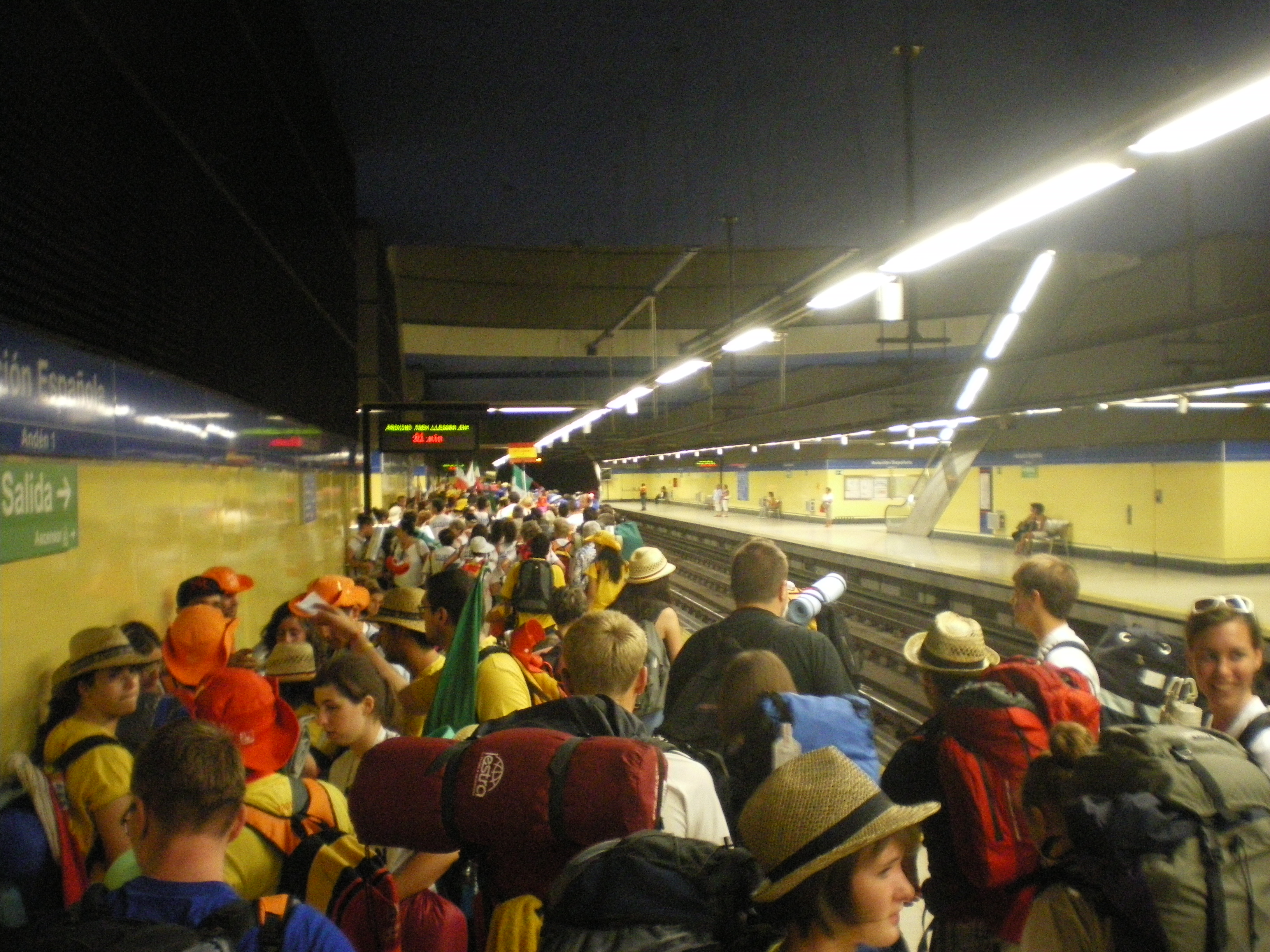
Andenes de la estación con gran afluencia de viajeros durante la JMJ de 2011.

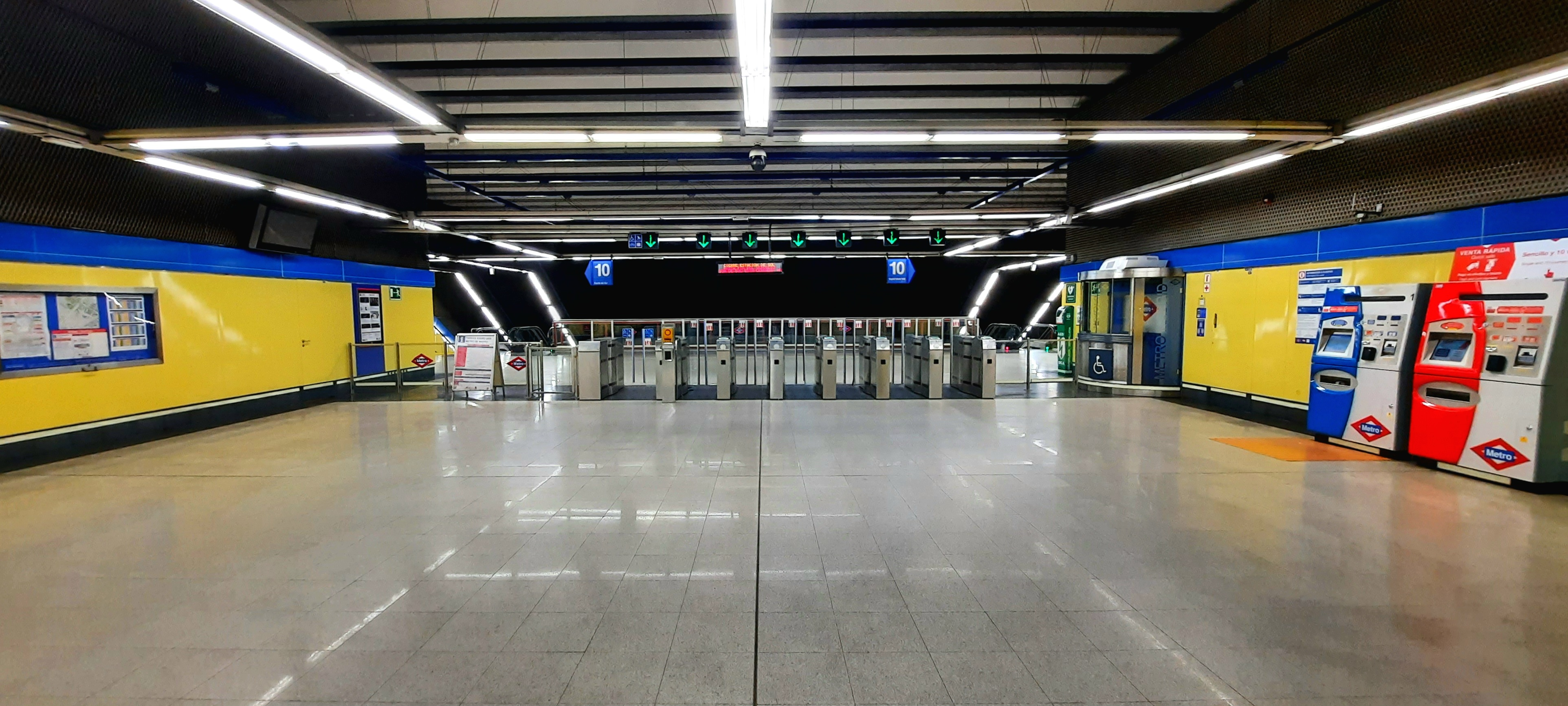
Vestíbulo de la estación.

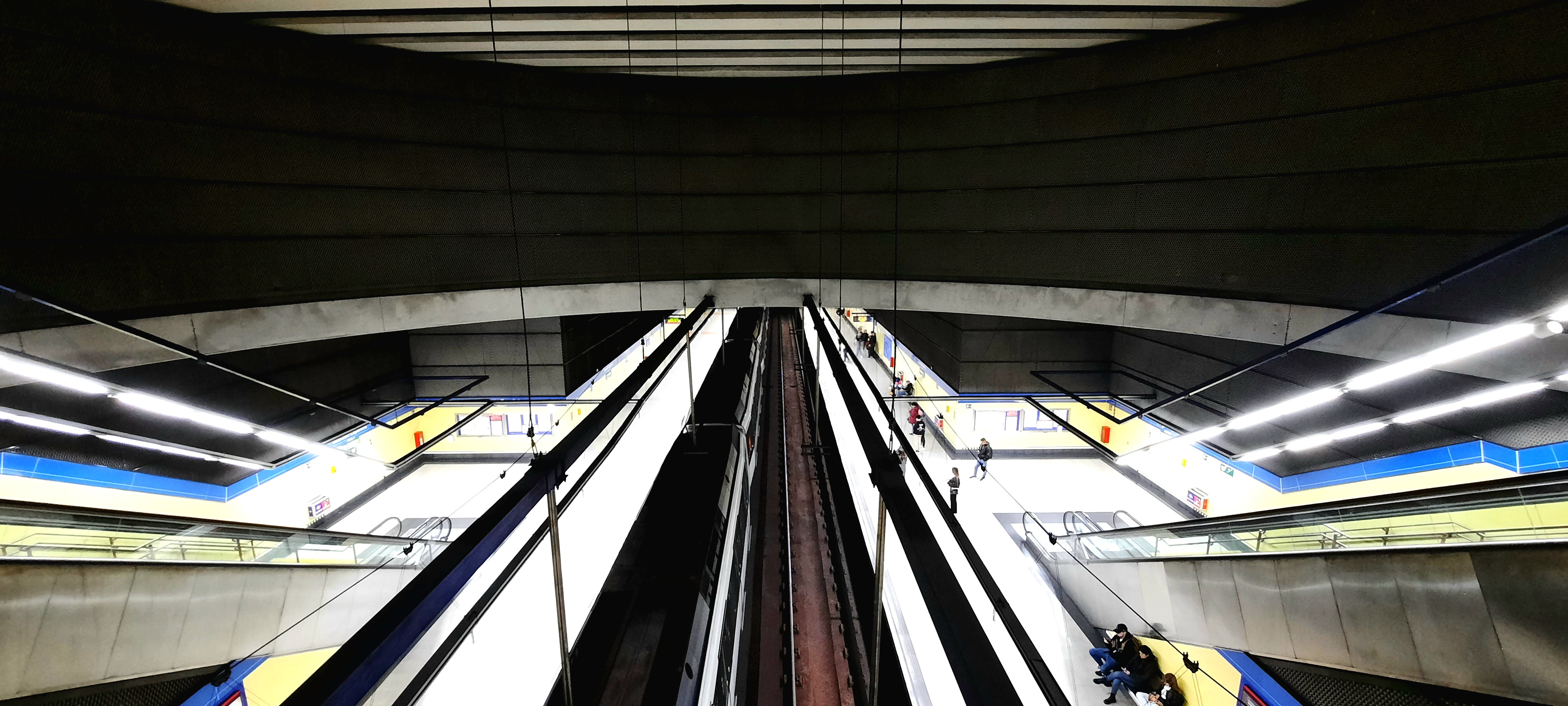
Vista de los andenes de la estación.

## Accesos
Vestíbulo Aviación Española
- Fuente de Lima C/ Fuente de Lima, 2
- Ascensor C/ Fuente de Lima, 2

## Líneas y conexiones

### Metro
| << cabecera                                          | < estación     | línea | estación >     | cabecera >>    |
| ---------------------------------------------------- | -------------- | ----- | -------------- | -------------- |
| Hospital Infanta Sofía Cambio de tren en Tres Olivos | Colonia Jardín |       | Cuatro Vientos | Puerta del Sur |

### Autobuses
| Diurnos   |                               |                                                     |
| Línea     | Destino                       | Parada                                              |
| 39        | Colonia San Ignacio de Loyola | 901 AVIACIÓN ESPAÑOLA (Pº Extremadura)              |
| 39        | Plaza de España               | 910 AVIACIÓN ESPAÑOLA (Pº Extremadura)              |
| 17        | Plaza Mayor                   | 3838 PARQUE EUROPA (Cabecera C/ Fuente de Lima, 22) |
| Nocturnos |                               |                                                     |
| Línea     | Destino                       | Parada                                              |
| N19       | Colonia San Ignacio de Loyola | 901 AVIACIÓN ESPAÑOLA (Pº Extremadura)              |
| N19       | Plaza de Cibeles              | 910 AVIACIÓN ESPAÑOLA (Pº Extremadura)              |